# Ла-Мюетт

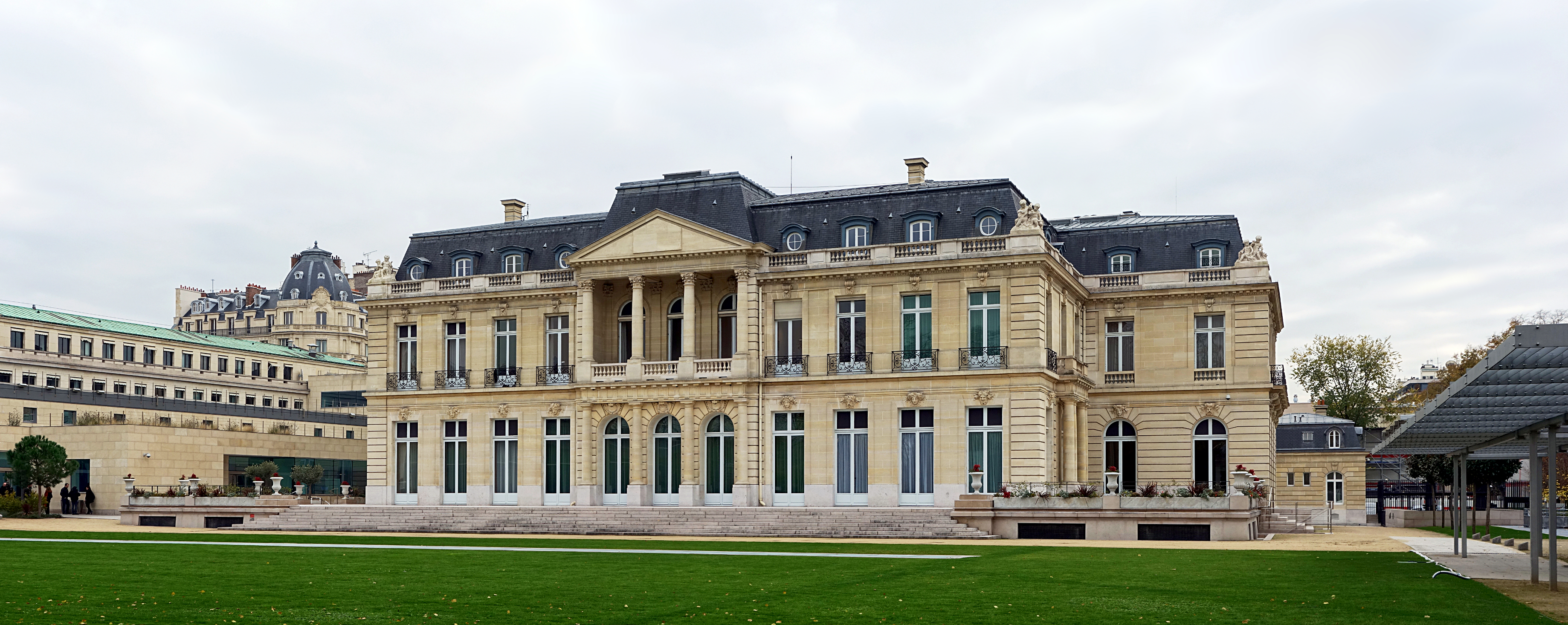
Ла-Мюетт, грудень 2013

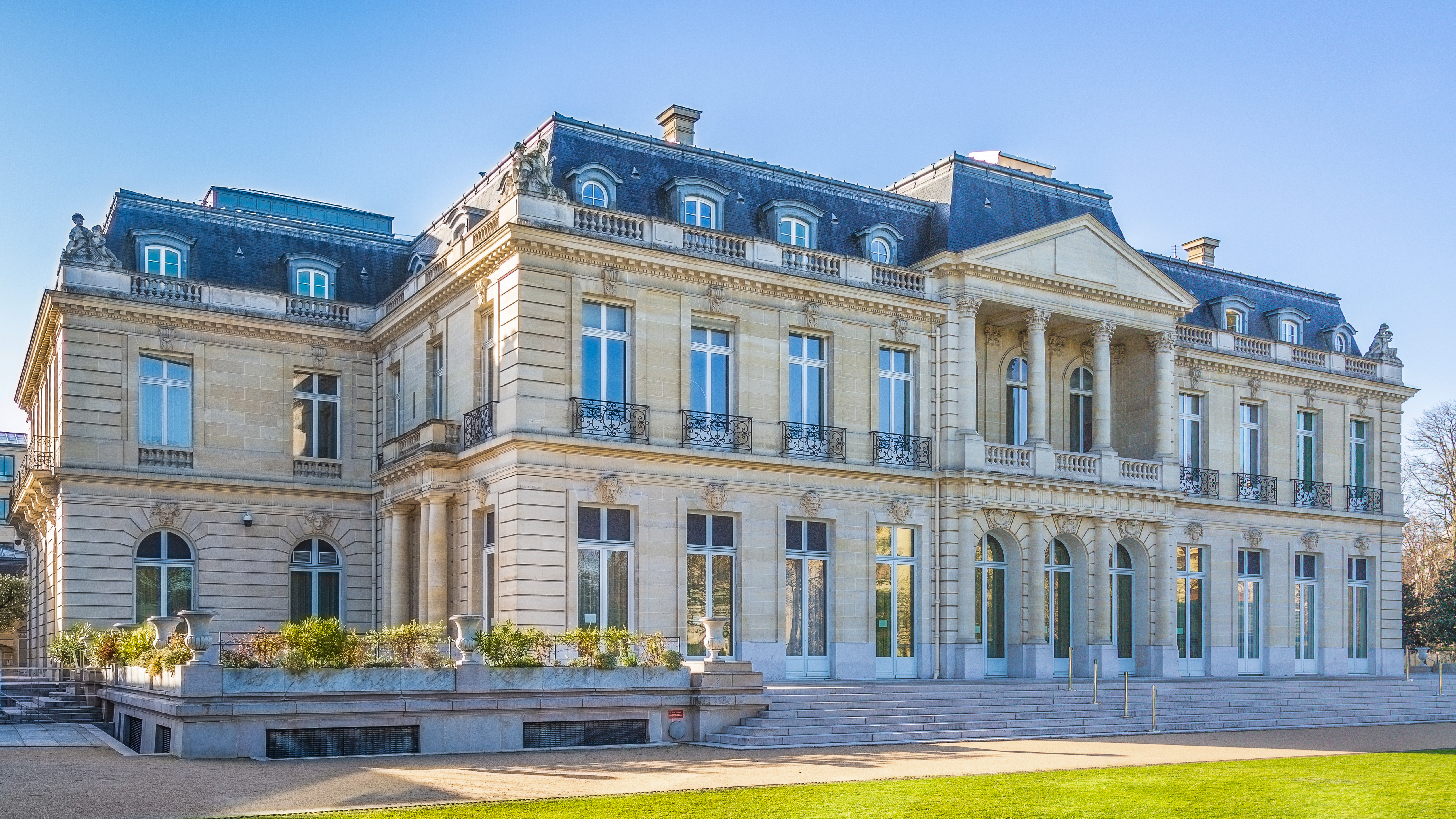
Ла-Мюетт, березень 2019

Ла-Мюетт (фр. Château de la Muette) — королівська садиба, що колись знаходилася на краю Булонського лісу біля однойменних воріт Парижа.
Тут здавна були королівські мисливські угіддя, які прикрашали три палаци, що послідовно змінювали один одного. Перший був побудований у стилі ренесансу для принцеси Маргарити, улюбленої дочки короля Генріха II.
Ця будівля розширена і перебудована Людовиком XV. Людовик XVI та Марія-Антуанетта жили в цьому другому шато. Перший політ людини на повітряній кулі, наповненій гарячим повітрям, розпочато з шато в 1783.
Старе шато знесено в 1920-х в розчищення місця під знакові будівлі, включаючи нове шато, побудоване Анрі де Ротшильдом (фр.), яке тепер є частиною штаб-квартири Організації економічного співробітництва та розвитку.